# Neo (álbum de Ian North)
Neo es el primer álbum solista del cantante estadounidense de punk rock, Ian North. Fue lanzado en 1979 por el sello sueco Metronome en Alemania y por su subsidiaria Aura en Reino Unido y Portugal, y en 1980 por esta última casa discográfica en España. Las canciones de este disco habían sido grabadas en 1978 por la banda punk que North lideraba por entonces, Neo, e iban a formar parte de un álbum que este grupo iba a lanzar a través del sello discográfico Jet Records, el cual sin embargo expulsó a la agrupación antes de que se realizara esta posibilidad. Este álbum debut solista terminó finalmente recibiendo nombre de la banda.

## Detalles

### Historia
El estadounidense Ian North era cantante de la banda de punk Neo, con la cual grabó este álbum en 1978. North había formado el grupo en 1977, en medio del esplendor del movimiento musical punk en Inglaterra, a cuya capital, Londres se había mudado en 1976, después de haber fundado e integrado la banda proto-punk de culto Milk 'N' Cookies, en su natal Nueva York. Como hizo con esta anterior banda, North se había encargado de hacer de Neo el grupo pionero de una propuesta dentro del punk distinta a la de sus contemporáneos. Después de haberse encargado al mismo tiempo de la voz y el bajo de la banda durante su primera alineación, North la recompone en 1978, esta vez con él solo en la voz, Steve Byrd en la guitarra, John McCoy en el bajo y Bryson Graham en la batería.
Con esta alineación de Neo, North graba por primera vez material de estudio destinado a lanzamientos planeados para la carrera de la banda (ya que dos temas registrados en vivo e incluidos en el compilado de varios artistas Live At The Vortex habían sido el debut discográfico del grupo en 1977). Las sesiones se realizaron en los estudios de Ian Gillan, por entonces ex cantante de Deep Purple, en 1978. De las grabaciones resultaron el sencillo Tran-Sister, que contenía como tema principal la canción del mismo nombre, y un planeado álbum debut. Poco después, Steve Byrd y John McCoy salen de la banda por sugerencia de Ian Gillan, quien tras haber escuchado las grabaciones que Neo realizó en su estudio, los llama a integrar su proyecto Gillan. Byrd sería reemplazado por Steve Wilkin, quien se volvería el segundo miembro más consistente de Neo después de North, en medio de los distintos cambios de integrantes que seguiría sufriendo el grupo. Con North acompañado de Wilkin, Neo emprende una gira con el grupo post-punk Magazine para promocionar tanto el sencillo Tran-Sister como el álbum que estaba por ser lanzado, y después realiza otras grabaciones en estudio. Sin embargo, antes de concretarse la salida de su álbum debut, Neo es expulsado por Jet debido a que North rechazó la propuesta del sello de grabar un segundo álbum y a que trató de encargarse del manejo del grupo, tarea que le correspondía a Sharon Arden, hija del dueño del sello, Don Arden. Posteriormente, en el poco tiempo que le quedó de existencia, Neo quedaría reducido a North, Wilkin y el baterista Derek Quinton, y se la pasaría realizando algunos conciertos y posiblemente algunas grabaciones en estudio con Billy Currie de Ultravox antes de disolverse.
En 1979, Ian North consigue finalmente que un álbum grabado con material de estudio con Neo sea lanzado por el sello sueco Metronome y su subsidiaria Aura, llamándose este disco con el nombre de la banda. Sin embargo se trata del álbum debut de la carrera solista de North. El álbum Neo, el álbum No se parece haber mucha información sobre como logra hacerlo. Lo que si es sabido es que por esa época, North sufre el vencimiento de la VISA que le permitía vivir en Inglaterra, lo que lo obliga a regresar a Estados Unidos, donde desarrolla su carrera solista.

### Descripción
El álbum es el resultado de todo el trabajo de Ian North en Inglaterra durante la escena punk. North se había encargado de que el sonido de Neo sea más desarrollado que el del resto de sus contemporáneos punk, escribiendo letras profundas para las canciones. 
La mayoría de canciones del disco fue grabada con la segunda alineación de la banda, compuesta por Steve Byrd en la guitarra, John McCoy en el bajo y Bryson Graham en la batería, siendo aquel el material hubiera formado parte del álbum que Jet iba a lanzar pero tuvo que cancelar al expulsar al grupo. Sin embargo, el sonido de estos temas grabadas no fue satisfactorio para North, debido a que su sonido era de estilo hard rock. El álbum Neo está complementado por dos canciones que fueron grabadas con una alineación posterior, la cual se sabe estuvo integrada por North en la voz y Steve Wilkin en la guitarra.
Casi todos las temas habían formaron parte del repertorio de la banda para sus conciertos desde su primer año, siendo la excepción de "Heaven On Earth", "No Sound From 25" y "Hollywood Babylon", que eran de composición más reciente para el momento de la grabación del álbum. "Girls In Gangs" sería la canción de mayor anterioridad, ya que había sido compuesta por North durante su época con Milk 'N' Cookies.
El tema "Tran-Sister" había sido lanzado por primera vez para el sencillo debut y único de la carrera de Neo en 1978, a cargo de Jet Records, acompañado por la canción "A Failed Pop Song" como cara B del disco. Su promoción fue apartada de la del álbum. Existen antiguas versiones de "Tran-Sister" y de "She Kills Me" grabadas en 1977 por la primera alineación de la banda y las cuales tienen videoclips posteados en el canal de YouTube del baterista aquella fase del grupo Paul Simon.
También existieron temas en los que North hacía referencia a intérpretes contemporáneos, incluso algunos conocidos: "The Robots" trataba sobre las bandas de punk con las que Neo se presentaba durante 1977 y "Heaven On Earth" sobre la incomodidad del cantante con la alineación con la que estaba grabando el álbum
Las canciones "No Sound From 25" y "Hollywood Babylon", que eran dos de los temas de composición más reciente durante la grabación del álbum, formaron parte del único sencillo de este disco, lanzado por Aura en 1980 para España, Reino Unido y Japón. "Hollywood Babylon" fue el tema principal en la mayoría de estas ediciones.

## Contenido

### Lado A
1. "If You Gotta Go"
2. "She Kills Me"
3. "Don't Dance"
4. "Heart"
5. "Tran-Sister"
6. "Heaven On Earth"
7. "The Robots"

### Lado B
1. "No Sound From 25"
2. "Hollywood Babylon"
3. "Girls In Gangs"
4. "Texas Modern"
5. "Kamikaze"

## Personal
- Ian North: voz
- Steve Byrd: guitarra
- John McCoy: bajo
- Bryson Graham: batería
- Steve Wilkin: guitarra